# Rhinella chrysophora
Espèce
Synonymes
- Atelophryniscus chrysophorus McCranie, Wilson & Williams, 1989
- Rhinella chrysophorus (McCranie, Wilson & Williams, 1989)

Statut de conservation UICN

 CR  : 
En danger critique
Rhinella chrysophora est une espèce d'amphibiens de la famille des Bufonidae.

## Répartition
Cette espèce est endémique du département d'Atlántida au Honduras. Elle se rencontre entre 750 et 1 760 m d'altitude dans la cordillère Nombre de Dios.

## Description
Les mâles mesurent de 33,6 à 37,4 mm et la femelle 36,2 mm.

## Publication originale
- McCranie, Wilson & Williams, 1989 : A new genus and species of toad (Anura : Bufonidae) with an extraordinary stream-adapted tadpole from northern Honduras. Un nuevo género y especie de sapo (Anura : Bufonidae) con un renacuajo extraordinariamente adaptado al riachuelo del norte de Honduras. Occasional papers of the Museum of Natural History, the University of Kansas, no 129, p. 1-18 (texte intégral).